# Erik Magnusson (arkitekt)

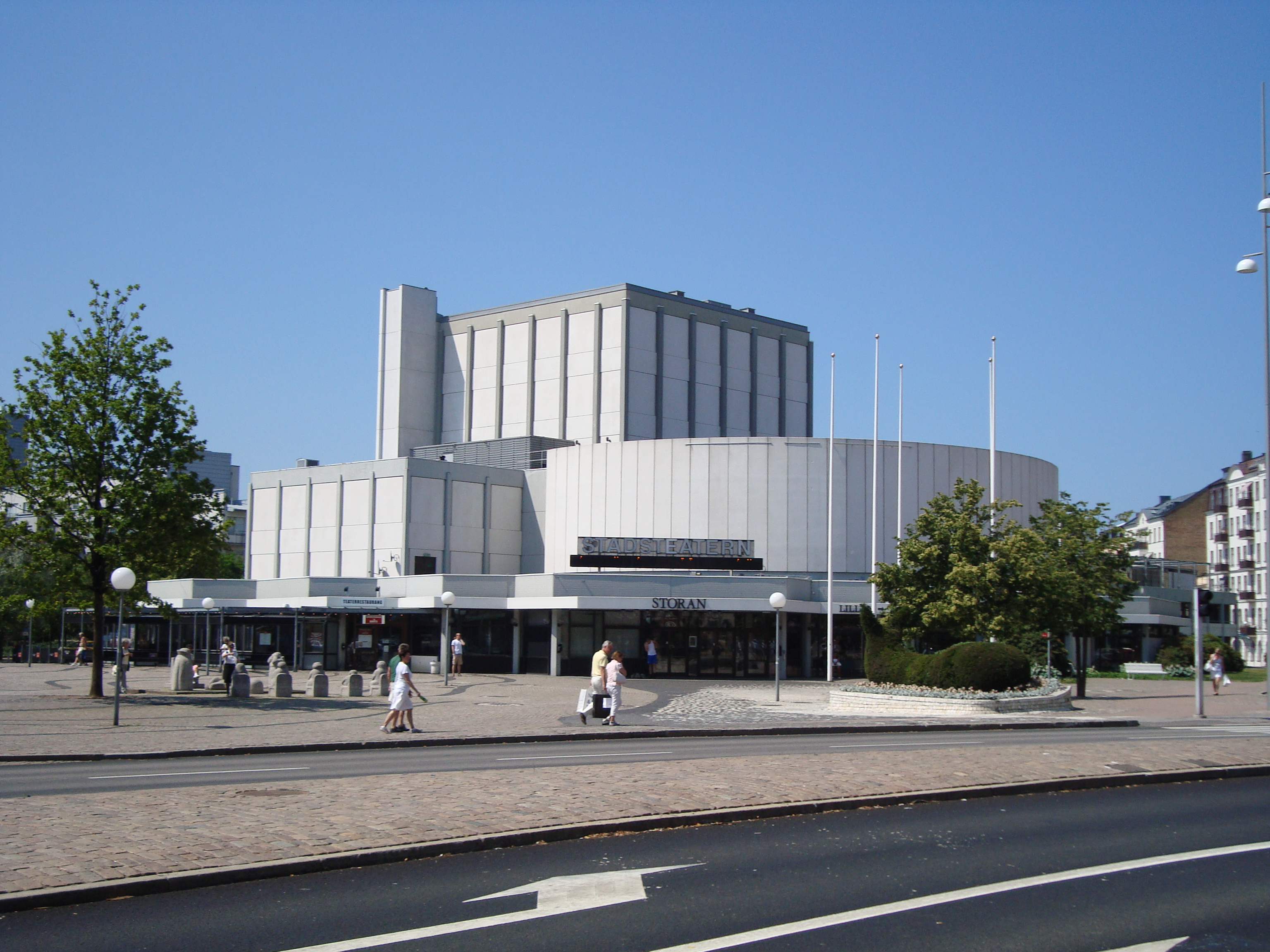
Helsingborgs stadsteater.

Erik Edvardt Magnusson, född 5 juni 1930 i Odense, död 25 juli 2001, var en dansk-svensk arkitekt. 
Magnusson, som var son till Carl Magnusson och Marie Jensen, utexaminerades från Chalmers tekniska högskola 1953. Han anställdes på Erik och Henry Andersson arkitektkontor 1953 och var innehavare av Arton konsulterande arkitekter SAR (privatpraktiserande arkitektfirma) från 1958. Han ritade bland annat Höganäs stadshus, Helsingborgs stadsteater, skolor i Helsingborg, Höganäs och Olofström, Ödåkra och Gantofta samt kommunala inrättningar i Helsingborg, Olofström, Ödåkra och Ljungbyhed.